# Затевахин, Иван Иванович
Ива́н Ива́нович Затева́хин (17 июля 1901 — 6 апреля 1957) — советский военачальник, генерал-лейтенант (1944), кандидат военных наук. Командующий ВДВ (начальник Управления ВДВ ВВС КА) (август 1944 — январь 1946).

## Биография

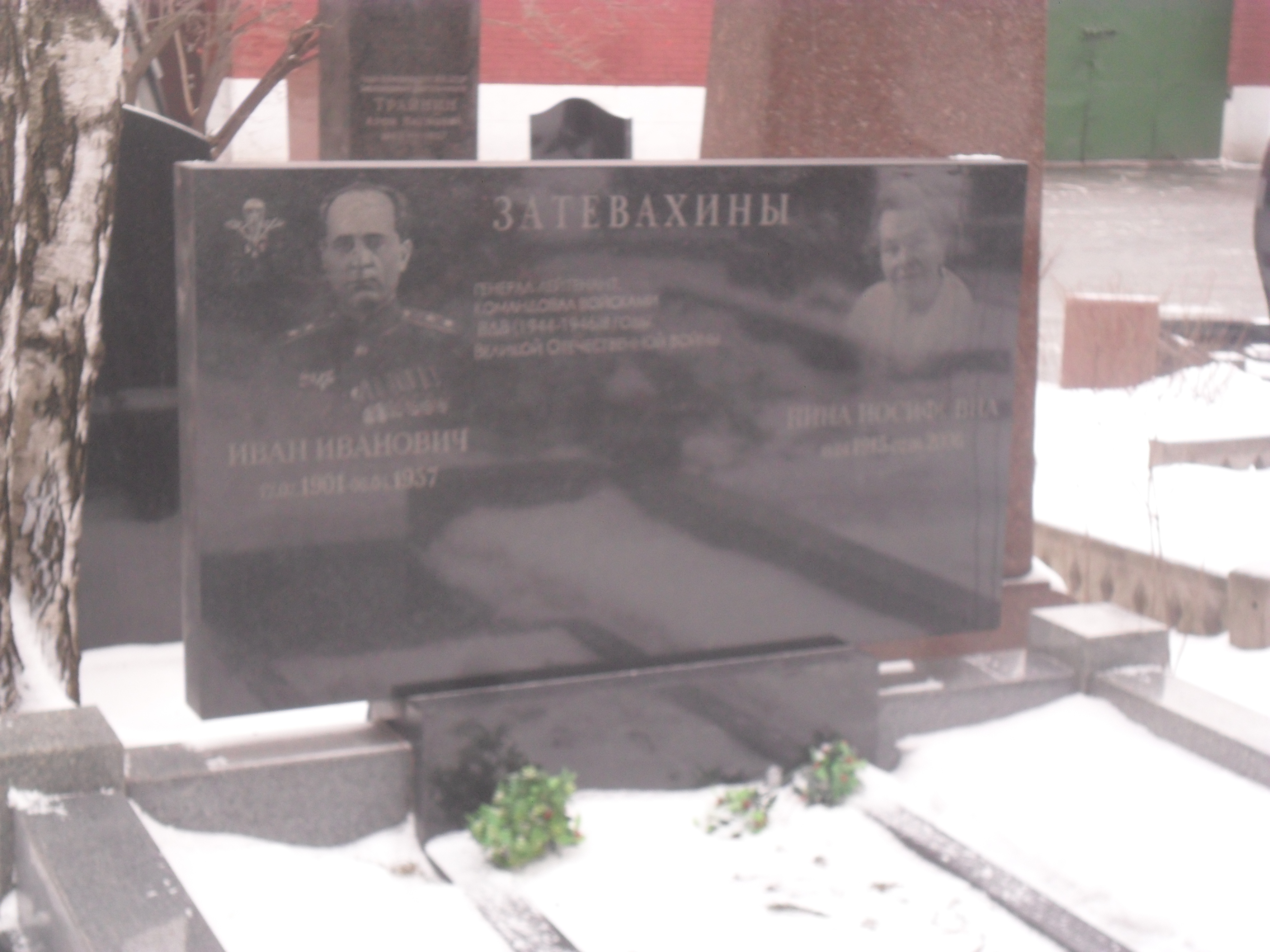
Могила И. И. Затевахина на Новодевичьем кладбище Москвы

Родился в деревне Кобылинке Замарайской волости Ефремовского уезда Тульской губернии (ныне Кытино Ефремовского района Тульской области) в семье крестьянина.
В Красной Армии с ноября 1919 года. В годы Гражданской войны служил в Московском ВО: санитар в санитарном поезде и красноармеец 30-го стрелкового полка в городе Ефремов. После войны окончил 17-ю Тульскую пехотную школу комсостава (1922) и Высшую школу физического образования им. В. И. Ленина в Ленинграде (1924).
С октября 1922 по май 1930 года проходил службу в 50-м стрелковом полку 17-й стрелковой дивизии Московского ВО: командир взвода, помощник командира роты, командир роты. Окончил Военную академию РККА им. М. В. Фрунзе в 1933 году. После академии с мая 1933 года служил на Дальнем Востоке начальником оперативного отделения штаба 21-й стрелковой дивизии ОКДВА в городе Спасск.
Один из старейших командиров ВДВ, куда был переведён в 1935 году на должность начальника штаба парашютно-десантного лагерного сбора Приморской группы войск ОКДВА. С июня 1936 года — майор, командир 3-го авиадесантного полка ОКДВА, одновременно — начальник парашютно-десантной службы управления ВВС ОКДВА. С октября 1938 года — командир 212-й воздушно-десантной бригады 2-й Особой Краснознамённой армии.
Во главе этой бригады участвовал в боевых действиях на реке Халхин-Гол в августе 1939 году, за хорошее командование бригадой награждён орденом.
В марте—апреле 1941 года бригада была передислоцирована в Одесский ВО и вошла в состав 3-го воздушно-десантного корпуса.
В начале Великой Отечественной войны бригада И. И. Затевахина и весь корпус были переданы в состав Юго-Западного фронта, где сыграли очень важную роль в обороне Киева. 212-я бригада вела ожесточенные бои с противником севернее Киева, в районе города Остер. Войска бригады сорвали все попытки врага перейти реку Десну, а позже удерживали переправы через реку Сейм, стойко сражались на Конотопском и Черниговском направлениях.
С 29 августа 1941 года, в связи с назначением командира корпуса генерал-майора В. А. Глазунова на должность командующего ВДВ, полковник Затевахин был назначен командиром 3-го воздушно-десантного корпуса в составе 40-й армии Юго-Западного фронта, которым командовал до 19 ноября 1941 года. Во время Киевской катастрофы корпус попал в окружение, но через 5 суток с боем вырвался оттуда, сохранив боеспособность, и сразу же был вновь брошен в бой, поскольку для восстановления фронта взамен погибших в котле войск других резервов не было. С этой задачей вновь справился успешно. «За оборону рубежа южного берега р. Сейм» награждён своим вторым орденом Красного Знамени. А за выход из окружения, за бои за Конотоп и Белополье, за уничтожение 5-го пулемётного батальона СС, 19 июня 1943 года генерал-майор Затевахин, уже, как заместитель командующего ВДВ РККА, удостоен ордена Ленина.
С января по май 1942 года генерал-майор Затевахин исполнял должность начальника управления формирования и укомплектования Главного управления ВДВ РККА. Затем, до августа 1944 года — заместитель командующего ВДВ РККА. Генерал-майор Затевахин много труда вложил в организационные мероприятия боевых действий ВДВ.
В августе 1944 года назначен командующим Отдельной гвардейской воздушно-десантной армией, а с 18 декабря 1944 года по январь 1946 года — начальник Управления ВДВ ВВС КА.
19 июня 1945 года начальник управления ВДВ ВВС РККА генерал-лейтенант Затевахин Иван Иванович за большую работу по формированию и боевой подготовке ВДВ был награждён орденом Кутузова 2-й степени.
После войны был на той же работе до апреля 1946 года. С июля 1946 года — заместитель командующего 23-й армией Ленинградского ВО. С февраля 1947 года – старший преподаватель кафедры оперативного искусства, с 1949 года — начальник кафедры Воздушно-десантных войск в Высшей военной академии имени К. Е. Ворошилова. Затем был в этой академии заместителем начальника кафедры оперативного искусства и старшим преподавателем кафедры стратегии и оперативного искусства. Кандидат военных наук.
Скончался 6 апреля 1957 года. Похоронен на Новодевичьем кладбище.

## Награды
- Два ордена Ленина (19.06.1943[5], 21.02.1945[6]);
- Четыре ордена Красного Знамени (17.11.1939[7], 05.11.1941[8], 03.11.1944[9], 15.11.1950[10]);
- Орден Кутузова II степени (18.08.1945)[11];
- Медаль «За победу над Германией в Великой Отечественной войне 1941-1945 гг.»;
- Медаль «30 лет Советской Армии и Флота»;
- Медаль «В память 800-летия Москвы»
- Знак «Участнику боёв у Халхин-Гола»

## Семья
- Сын — Игорь Иванович Затевахин (род. 20 февраля 1936), специалист в области сосудистой хирургии. Академик РАМН и РАН. Лауреат премии Правительства Российской Федерации.
- Внук — Иван Игоревич Затевахин (род. 7 сентября 1959), российский теле- и радиоведущий, кандидат биологических наук.